# Acacia occidentalis
Acacia occidentalis é uma espécie de leguminosa do gênero Acacia, pertencente à família Fabaceae.